# American Pie (nummer)
American Pie is een single van de Amerikaanse zanger Don McLean, oorspronkelijk uitgebracht op het gelijknamige album uit 1971. In oktober dat jaar werd "American Pie Part I" uitgebracht. In januari 1972 "Part II". In november 1991 werd de volledige albumversie opnieuw uitgebracht op cd-single.
In 2000 is het nummer gecoverd door Madonna en in 2008 nog een keer door Chris de Burgh.

## Originele versie

### Beschrijving
De tekst van het nummer is al sinds de originele uitgave onderwerp van discussie en nieuwsgierigheid. Het nummer behandelt in elk geval het vliegtuigongeluk waarbij Buddy Holly, Ritchie Valens, en J.P. "The Big Bopper" Richardson om het leven kwamen, bijgenaamd The Day the Music Died. McLean droeg het nummer ook op aan deze drie artiesten. Desondanks wordt geen van de drie bij naam genoemd in het nummer. McLean zou nog één album uitbrengen, want hij was op dat moment werkloos; het werd zijn grootste hit.
McLean heeft verder alleen losgelaten dat het nummer ook deels over zijn eigen jeugd gaat, maar verder wil hij niets kwijt over wat de tekst precies betekent. Volgens hem waren de vele interpretaties van de tekst die de ronde deden niet van zijn hand.

### Hitnoteringen
De uitgave van Don McLean werd een wereldwijde hit en stond in thuisland de VS vier weken op de nummer 1-positie in de Billboard Hot 100. In Canada, Australië en Nieuw-Zeeland werd eveneens de nummer 1-positie behaald. In Ierland werd de 7e positie bereikt, Duitsland de 9e en in het Verenigd Koninkrijk de 2e positie in de UK Singles Chart.
In Nederland was de plaat op zaterdag 29 januari 1972 Alarmschijf van de week op Radio Veronica en werd een radiohit. De plaat bereikte de 11e positie in de Nederlandse Top 40 en de 10e positie in de Hilversum 3 Top 30 / Daverende Dertig.
In België bereikte de plaat de 26e positie in de voorloper van de Vlaamse Ultratop 50 en de 20e positie in de Vlaamse Radio 2 Top 30. In Wallonië werd de 35e positie bereikt.
De plaat wordt gezien als een van de belangrijkste van de 20e eeuw. Zo plaatste het opleidingsproject Songs of the Century de plaat op de vijfde plaats van hun lijst van nummers van de 20e eeuw. De plaat was tot 2021 met een lengte van 8:30 minuten tevens de langste welke tot dan op de nummer 1-positie van de Amerikaanse Billboard Hot 100 had gestaan.
Sinds de allereerste editie in december 1999, staat de plaat onafgebroken genoteerd in de jaarlijkse NPO Radio 2 Top 2000 van de Nederlandse publieke radiozender NPO Radio 2, met als hoogste notering een 252e positie in 2000.

### Nederlandse Top 40
| American Pie in de Nederlandse Top 40 binnen 5 februari 1972 | American Pie in de Nederlandse Top 40 binnen 5 februari 1972 | American Pie in de Nederlandse Top 40 binnen 5 februari 1972 | American Pie in de Nederlandse Top 40 binnen 5 februari 1972 | American Pie in de Nederlandse Top 40 binnen 5 februari 1972 | American Pie in de Nederlandse Top 40 binnen 5 februari 1972 | American Pie in de Nederlandse Top 40 binnen 5 februari 1972 | American Pie in de Nederlandse Top 40 binnen 5 februari 1972 | American Pie in de Nederlandse Top 40 binnen 5 februari 1972 | American Pie in de Nederlandse Top 40 binnen 5 februari 1972 |
| Week                                                         | 1                                                            | 2                                                            | 3                                                            | 4                                                            | 5                                                            | 6                                                            | 7                                                            | 8                                                            |                                                              |
| ------------------------------------------------------------ | ------------------------------------------------------------ | ------------------------------------------------------------ | ------------------------------------------------------------ | ------------------------------------------------------------ | ------------------------------------------------------------ | ------------------------------------------------------------ | ------------------------------------------------------------ | ------------------------------------------------------------ | ------------------------------------------------------------ |
| Nummer                                                       | 22                                                           | 14                                                           | 11                                                           | 13                                                           | 22                                                           | 37                                                           | 39                                                           | 40                                                           | Uit                                                          |

### Hilversum 3 Top 30 / Daverende Dertig
Hitnotering: 12-02-1972 t/m 04-03-1972. Hoogste notering: #10 (1 week).

### NPO Radio 2 Top 2000
| Nummer met noteringen in de NPO Radio 2 Top 2000 | '99 | '00 | '01 | '02 | '03 | '04 | '05 | '06 | '07 | '08 | '09 | '10 | '11 | '12 | '13 | '14 | '15 | '16 | '17 | '18 | '19 | '20 | '21 | '22 | '23 | '24 |
| ------------------------------------------------ | --- | --- | --- | --- | --- | --- | --- | --- | --- | --- | --- | --- | --- | --- | --- | --- | --- | --- | --- | --- | --- | --- | --- | --- | --- | --- |
| American Pie                                     | 384 | 252 | 335 | 310 | 530 | 383 | 310 | 544 | 553 | 439 | 585 | 556 | 465 | 372 | 409 | 562 | 504 | 628 | 718 | 542 | 542 | 605 | 522 | 538 | 498 | 585 |

1. ↑  Een vetgedrukt getal geeft de hoogste notering aan.

## Coverversies

### Madonna
De acteur Rupert Everett speelde samen met Madonna in de film The Next Best Thing en haalde Madonna over om er een eigentijdse versie van op te nemen. Rupert heeft de achtergrondzang voor zijn rekening genomen, en is ook te zien in de videoclip. Voor de film nam Madonna ook het nummer Time Stood Still op.
American Pie was een hit in het voorjaar van 2000. Het werd niet op single uitgebracht in de Verenigde Staten, maar op basis van airplay bereikte het daar toch nog de 29e plaats. In Nederland behaalde het nummer de vierde positie in de Nederlandse Top 40. In veel andere landen bereikte het nummer de eerste plaats in de hitlijsten.
De videoclip werd geregisseerd door Philip Stolzl en toont afwisselend beelden van Madonna en shots van families in allerlei soorten en maten.

#### Hitnotering
| American Pie in de Nederlandse Top 40 binnen 4 maart 2000 | American Pie in de Nederlandse Top 40 binnen 4 maart 2000 | American Pie in de Nederlandse Top 40 binnen 4 maart 2000 | American Pie in de Nederlandse Top 40 binnen 4 maart 2000 | American Pie in de Nederlandse Top 40 binnen 4 maart 2000 | American Pie in de Nederlandse Top 40 binnen 4 maart 2000 | American Pie in de Nederlandse Top 40 binnen 4 maart 2000 | American Pie in de Nederlandse Top 40 binnen 4 maart 2000 | American Pie in de Nederlandse Top 40 binnen 4 maart 2000 | American Pie in de Nederlandse Top 40 binnen 4 maart 2000 | American Pie in de Nederlandse Top 40 binnen 4 maart 2000 | American Pie in de Nederlandse Top 40 binnen 4 maart 2000 | American Pie in de Nederlandse Top 40 binnen 4 maart 2000 | American Pie in de Nederlandse Top 40 binnen 4 maart 2000 |
| Week                                                      | 1                                                         | 2                                                         | 3                                                         | 4                                                         | 5                                                         | 6                                                         | 7                                                         | 8                                                         | 9                                                         | 10                                                        | 11                                                        | 12                                                        |                                                           |
| --------------------------------------------------------- | --------------------------------------------------------- | --------------------------------------------------------- | --------------------------------------------------------- | --------------------------------------------------------- | --------------------------------------------------------- | --------------------------------------------------------- | --------------------------------------------------------- | --------------------------------------------------------- | --------------------------------------------------------- | --------------------------------------------------------- | --------------------------------------------------------- | --------------------------------------------------------- | --------------------------------------------------------- |
| Nummer                                                    | 25                                                        | 6                                                         | 6                                                         | 4                                                         | 5                                                         | 7                                                         | 12                                                        | 16                                                        | 21                                                        | 21                                                        | 31                                                        | 38                                                        | Uit                                                       |

## Andere versies
In de loop der jaren zijn er verschillende coverversies gemaakt van het nummer. In 1974 werd het nummer gedeeltelijk live gespeeld door Mott the Hoople. Het is ook terug te vinden op het album Mott the Hoople Live.
Op 9 augustus 2005 bracht Tom Constanten een aangepaste versie van het nummer ten gehore. Deze versie was ter herinnering aan Jerry Garcia, die precies 10 jaar eerder was gestorven, en bevatte een iets aangepaste tekst waarin zijn naam werd genoemd.
Verder bestaan er ook parodieën op het nummer. Zo was er eind jaren 70, begin jaren 80 een versie in omloop getiteld American Diet, waarin over zwaarlijvigheid werd gezongen. In 1999 bracht "Weird Al" Yankovic een parodie van het nummer uit die geheel ging over het verhaal uit Star Wars Episode I: The Phantom Menace.
- Gemeinsame Normdatei: 1030214255
- MusicBrainz work: 29141d98-295f-3b69-b0c1-473e4f5c87f6